# Сэндом, Дуг
Дуг Сэндом (англ. Doug Sandom, порой ошибочно называемый Дуг Сэнден [англ. Doug Sanden ]  26 февраля 1930 — 27 февраля 2019) — британский музыкант, известный в первую очередь как барабанщик оригинального состава рок-группы The Who. 

## Музыкальная карьера
Проработав каменщиком, Сэндом присоединился к группе в качестве барабанщика в тот период, когда они играли под названием The Detours (около середины 1962 года). В то время как остальные музыканты были в позднем подростковом возрасте, Сэндому в тот момент уже было за тридцать лет. Эта возрастная разница практически сделала его в группе изгоем. Его жена также возражала против его круглосуточного пребывания в коллективе.
В феврале 1964 года выяснилось, что существует другая группа, носящая название The Detours. В День Святого Валентина того же 1964 года они изменили своё название на The Who.
В том же году группа подписала контракт с лейблом Fontana Records. Продюсеру лейбла Крису Пармейтеру не нравилась манера игры на ударных Сэндома (тем не менее её поощрял менеджер группы Хельмут Гордон). Гитарист группы Пит Таунсенд выразил аналогичное мнение и предложил Джону Энтвислу и Роджеру Долтри попросить Сэндома покинуть коллектив. Сэндому был дан месяц на размышления, и в апреле он оставил группу.
Через месяц после ухода Сэндома музыканты взяли к себе в состав Кита Муна, после того как тот подошёл к ним и сказал, что может играть на ударных лучше сессионного барабанщика, которого они ранее наняли в качестве замены Сэндому. По словам Муна, в ту же ночь он разломал его (сессионного музыканта) ударную установку. С Сэндомом группа не сделала никаких официальных записей; тем не менее была запись, сделанная при содействии Таунсенда в квартире Барри Грея. В настоящее время местонахождение этой ленты неизвестно.
По поводу своего ухода из группы, Сандом сказал следующее: «Я не был столь амбициозен, как все остальные. Я сделал бы гораздо больше того, что они имеют сейчас. Было очень приятно быть частью группы, которая потом получила своё имя и это было очень здорово. Но я не ладил с Питером Таунсендом. Я был намного старше него и он подумал, что из-за этой возрастной разницы я должен был покинуть коллектив. Я думал, я всё правильно делал в группе, мы всегда проходили прослушивания». Сэндом был обижен на реплику Таунсенда о том, что он должен был уйти. Несколькими месяцами ранее The Who провалили прослушивание из-за того, что Пит Таунсенд был «неуклюж, шумен и уродлив», и именно Сэндом защищал тогда Таунсенда, согласно книге Таунсенда Who I Am. Тем не менее Сэндом ушёл из музыки. Со временем Таунсенд извинился за этот инцидент, посчитав, что Сэндом его многому научил, и признал то, что всегда видел в Дугласе своего друга и наставника.

## Смерть
Скончался через день после своего 89-летия 27 февраля 2019 года.